# Шербур-ан-Котантен-4 (кантон)
Шербур-ан-Котантен-4 (фр. Cherbourg-en-Cotentin-4) (до 5 марта 2020 года назывался Экёрдрвиль-Энвиль, фр. Équeurdreville-Hainneville) — кантон во Франции, находится в регионе Нормандия, департамент Манш. Входит в состав округа Шербур.

## История
До 2015 года в состав кантона входили коммуны Вирандвиль, Керкевиль, Нуэнвиль, Сидвиль, Тёртевиль-Аг и Экёрдрвиль-Энвиль.
В результате реформы 2015 года  состав кантона был изменен. В его составе осталась только коммуна Экёрдрвиль-Энвиль.
С 1 января 2016 года коммуна Экёрдрвиль-Энвиль вошла в состав новой коммуны Шербур-ан-Котантен.
2 марта 2020 года указом № 2020-212 кантон переименован в Шербур-ан-Котантен-4. .

## Состав кантона с 1 января 2016 года
В состав кантона входит часть коммуны Шербур-ан-Котантен (ассоциированная коммуна Экёрдрвиль-Энвиль).

## Политика
С 2021 года кантон в Совете департамента Манш представляют члены совета коммуны Шербур-ан-Котантен Одиль Лефе-Верон (Odile Lefaix-Véron) и мэр-делегат ассоциированной коммуны Экёрдрвиль-Энвиль Доминик Эбер (Dominique Hébert) (оба - Социалистическая партия).
|                | Кандидаты                     | Партия                   | Первый тур | Первый тур     | Второй тур | Второй тур |
| Кол-во голосов | Кандидаты                     | Партия                   | % голосов  | Кол-во голосов | % голосов  |            |
| -------------- | ----------------------------- | ------------------------ | ---------- | -------------- | ---------- | ---------- |
|                | Одиль Лефе-Верон Доминик Эбер | Социалистическая партия  | 1 758      | 53,76          | 2 232      | 71,98      |
|                | Жак Пезе Сандрин Тарен        | Разные центристы         | 610        | 18,65          | 869        | 28,02      |
|                | Кристиан Доре Колетт Ламуро   | Национальное объединение | 490        | 14,98          |            |            |
|                | Мишель Меле Эмма Салле        | Разные левые             | 412        | 12,60          |            |            |

|                | Кандидаты                        | Партия                    | Первый тур | Первый тур     | Второй тур | Второй тур |
| Кол-во голосов | Кандидаты                        | Партия                    | % голосов  | Кол-во голосов | % голосов  |            |
| -------------- | -------------------------------- | ------------------------- | ---------- | -------------- | ---------- | ---------- |
|                | Одиль Лефе-Верон Доминик Эбер    | Социалистическая партия   | 2 409      | 42,45          | 3 510      | 73,38      |
|                | Жером Лио Каролин Планк          | Национальный фронт        | 1 241      | 21,87          | 1 273      | 26,62      |
|                | Софи Гион Самюэль Лепийё         | Союз за народное движение | 1 203      | 21,20          |            |            |
|                | Варивонн Гудаль Патрик Лебарилье | Левый фронт               | 822        | 14,48          |            |            |